# Institut national des sciences appliquées de Strasbourg
Das Institut national des sciences appliquées de Strasbourg (INSA de Strasbourg; deutsch Nationales Institut der angewandten Wissenschaften in Straßburg) ist eine französische staatliche Architektur- und Ingenieurhochschule in Straßburg. Sie gehört dem Netzwerk « Institut national des sciences appliquées » an.

## Geschichte

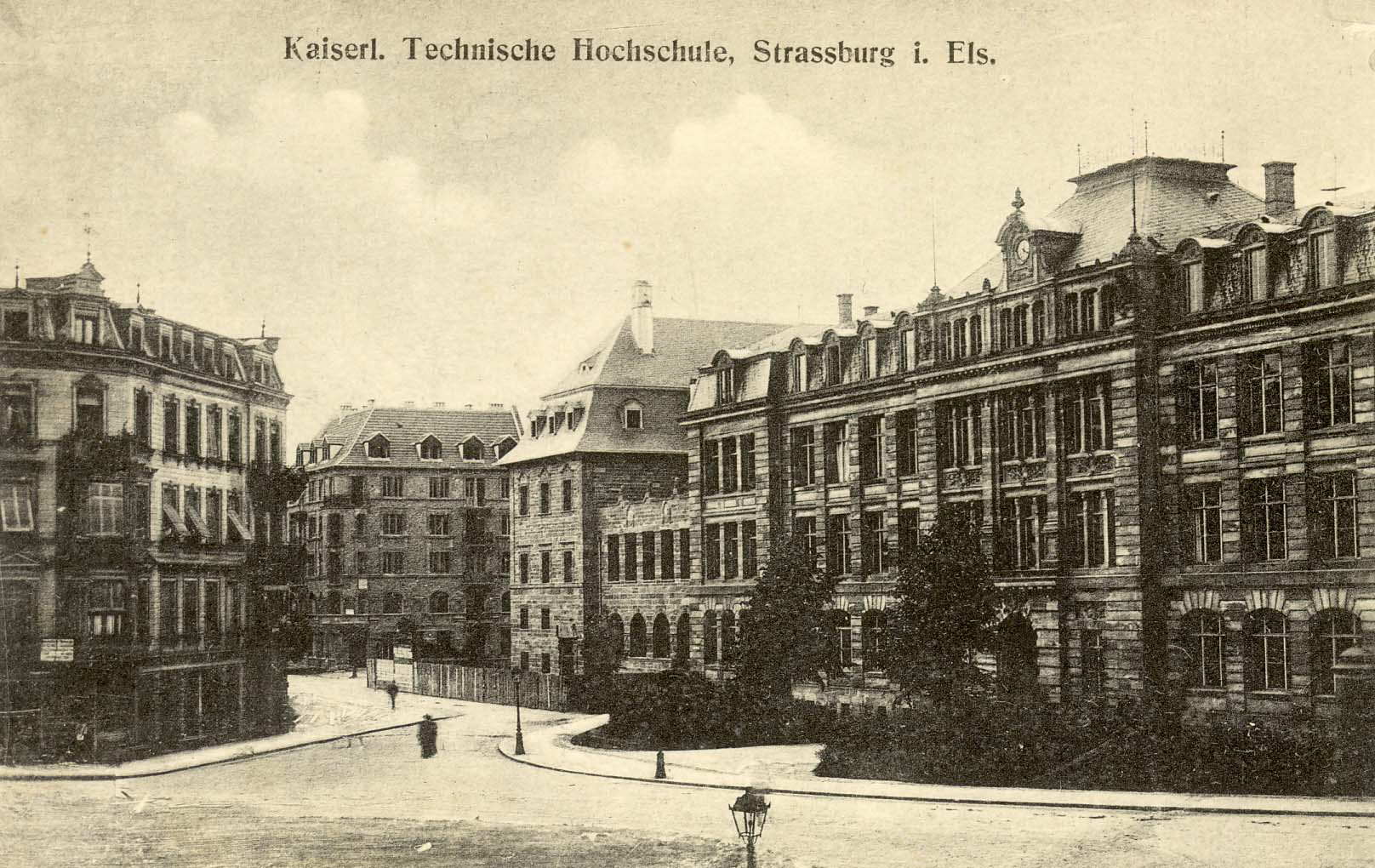
Kaiserliche Technische Schule Straßburg, 1910

- 2. Januar 1875: Gründung als „Technische Winterschule für Wiesenbautechniker“
- 1887: neue Abteilung „Wege- und Wasserbau“
- 1895: Die Schule wird in „Kaiserliche Technische Schule“ umbenannt.
- 1896: neue Abteilung „Fachschule für Maschinenbau“
- 1897: neue Abteilung „Fachschule für die Ausbildung von Feldmessern“
- 1919: Die Schule wird « École nationale technique de Strasbourg » genannt („Straßburger Nationale Technische Hochschule“).
- 1920: neues Fachgebiet „Elektrotechnik“
- 1950: Die Schule wird in « École nationale d’ingénieurs de Strasbourg » umbenannt („Straßburger Nationale Ingenieur-Hochschule“).
- 1966: Die ENIS wird zur « École nationale supérieure des arts et industries de Strasbourg » (ENSAIS).
- 2003: Die Schule wird eine Hochschule des « Institut national des sciences appliquées » und in « INSA de Strasbourg » umbenannt.

## Fachbereiche
- Fachbereiche Architektur

- Fachbereich Hoch- und Tiefbau
- Fachbereiche Vermessungswesen
- Fachbereich Maschinenbau
- Fachbereiche Kunststofftechnik
- Fachbereiche Mechatronik
- Fachbereiche Elektrotechnik
- Fachbereiche Klima- und Energietechnik